# Basi blu
Basi blu è un programma del Ministero della Difesa, che prevede la modernizzazione e l'adeguamento agli standard NATO delle infrastrutture marittime in capo alla Marina militare, secondo i nuovi standard operativi della NATO (Bi-SC Directive 85-8).
Il programma è gestito dagli uffici del Genio della Difesa (GENIDIFE), che si occupa di predisporre, coordinare e supervisionare tutte le attività inerenti le fasi di programmazione, progettazione, affidamento ed esecuzione per l’attuazione del programma Basi blu. Gli uffici preposti sono inoltre autorizzati a predisporre gli atti per gli affidamenti di servizi di ingegneria, consulenze specialistiche, rilievi, accertamenti ed indagini, lavori e gestione dei discendenti atti negoziali; promuovere, gestire e supervisionare i processi di acquisizione di pareri, autorizzazioni, nulla osta da parte degli Enti competenti attraverso gli strumenti normativamente previsti.

## Interventi previsti

### La Spezia

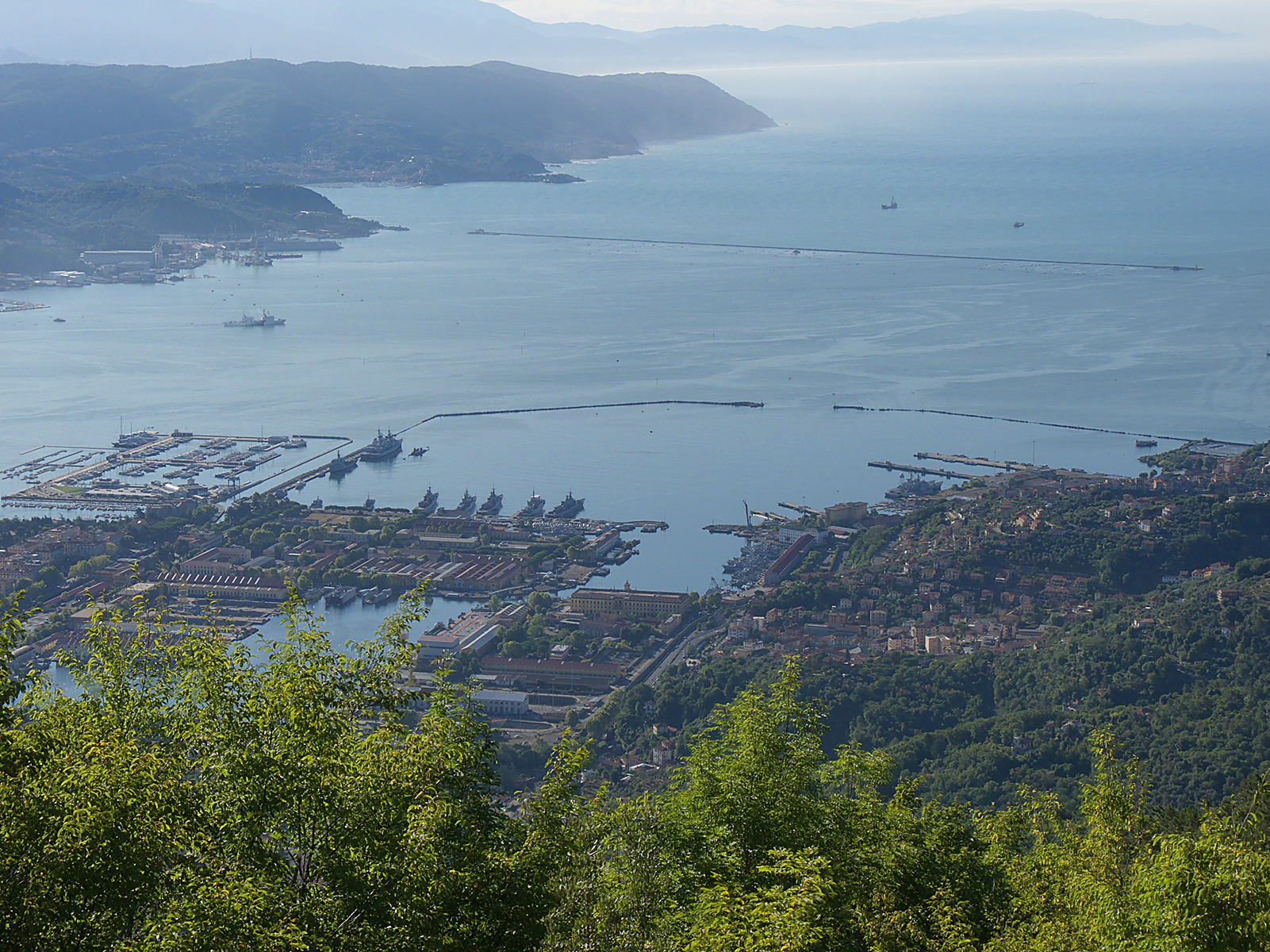

Alla Spezia, dove si trova l'Arsenale militare marittimo della Spezia, verrà avviato un adeguamento della base agli standard NATO. Il progetto prevede l'ampliamento della darsena Duca degli Abruzzi, di fronte al borgo di Marola: tre nuove banchine (Varicella, Scali e Lagora) e l'ampliamento dell'unico molo destinato attualmente all'ormeggio di unità della NATO (Varicella), la riattivazione dei serbatoi di carburante interrati sotto il borgo di Marola, il dragaggio dei fondali della darsena, fortemente inquinati. L'operazione prevede una spesa complessiva di 354 milioni di euro. 
Tale operazione è stato oggetto di una pubblicazione di William Domenichini, "Il golfo ai poeti, no Basi Blu", un'ebook (successivamente pubblicato anche in brossura) che racconta dettagliatamente la storia dell'arsenale, il crollo occupazionale che ha vissuto negli ultimi 50 anni, le criticità ambientali che vi insistono e asserendo la tesi che il progetto Basi blu non migliorerebbe lo stato attuale delle cose, bloccando ogni ipotesi di riconversione di un'immensa superficie inutilizzata e in avanzato stato di degrado.
L'ampliamento della base spezzina è stata oggetto di uno dei dossier dell'Atlante delle guerre e dei conflitti.

### Taranto

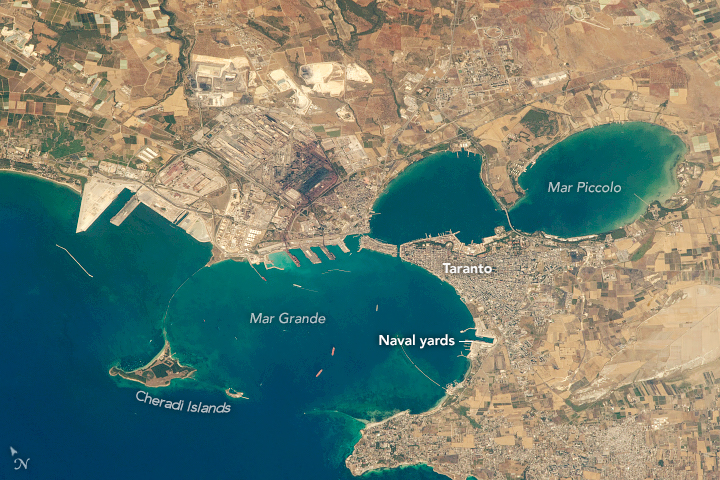

L'intervento, già parzialmente finanziato con il Fondo di Coesione Sociale nell'ambito del Contratto istituzionale di sviluppo dell'area di Taranto - prevede il dragaggio dei fondali e il consolidamento strutturale delle banchine della Stazione Navale Mar Grande di Taranto, nonché
l'ampliamento della stessa, con la realizzazione di due nuovi moli, di cui uno che sostituirà un molo già esistente ma non più rispondente al requisito. Inoltre, verranno adeguati i principali impianti presso tutti i posti d'ormeggio presenti nella Base.

### Augusta

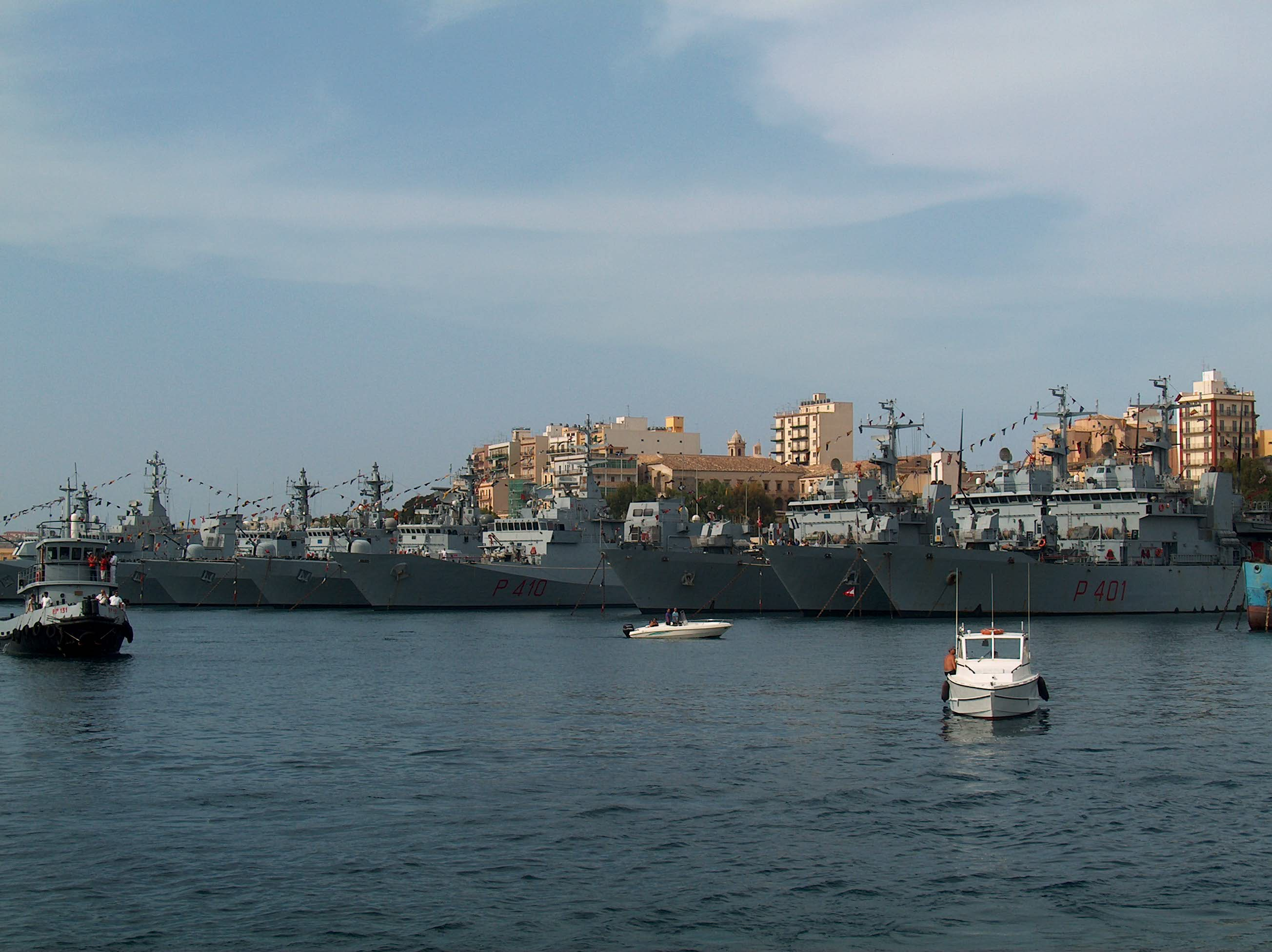

L'intervento prevede una serie d'interventi finalizzati all'ammodernamento delle opere marittime e dei servizi in banchina presso le aree tecnico-operativa (banchina Tullio Marcon) e tecnico-logistica (tra cui l'Arsenale). Si prevede anche la realizzazione di una struttura operativa per l'Ufficio operazioni portuali, presso il compendio logistico-alloggiativo di Campo Palma.

### Basi secondarie e di supporto logistico
L'intervento prevede l'ammodernamento delle infrastrutture, delle opere marittime e dei servizi in banchina della base di Brindisi, finalizzato all'ormeggio e al supporto logistico principalmente delle unità navali maggiori di nuova generazione impiegate per operazioni anfibie. È inoltre previsto l'adeguamento delle opere marittime, dei servizi e delle infrastrutture di supporto logistico e
abitative presso le basi di supporto logistico destinate a ospitare il naviglio minore di nuova costruzione (Cagliari, Messina, Ancona, Venezia, Napoli e Livorno).
La base brindisina prevedrà l'ampliamento di alcune sue componenti

## Copertura finanziaria
Il finanziamento è stabilito sul bilancio del Ministero della Difesa per mezzo delle risorse recate dal Fondo per il finanziamento degli investimenti e lo sviluppo infrastrutturale del Paese (Legge di Bilancio 2017 - art.1 c.140) per 520,8 M€ e dai capitoli a "fattore legislativo" relativi al fondo di cui all'art.1 c.1072 della Legge di Bilancio 2018 per 32,1 M€. Ulteriori finanziamenti provengono dai Fondi di sviluppo e coesione (Contratto Interministeriale di Sviluppo - CIS Taranto) per 203,0 M€.
ll programma ha un fabbisogno previsionale complessivo di 950,0 M€, di cui al momento risultano finanziati 755,9 M€ (incluse le risorse FSC) distribuiti in 13 anni.
Il 12 gennaio viene annunciato dal Governo Meloni l'iter per il rifinanziamento del programma in Senato, che dovrebbe concludere il finanziamento del programma, arrivando a costare 1,76 miliardi di euro. Il 16 gennaio inizia lo stesso procedimento alla Camera dei deputati.